# 圖爾西內什蒂鄉
45°06′N 23°20′E / 45.100°N 23.333°E
圖爾西內什蒂鄉（羅馬尼亞語：Comuna Turcinești, Gorj），是羅馬尼亞的鄉份，位於該國西南部，由戈爾日縣負責管轄，面積30平方公里，海拔高度384米，2007年人口2,298，人口密度每平方公里75人。